# Fonds Soljenitsyne
Le Fonds Soljenitsyne est une fondation caritative et un réseau de soutien mis en place par Alexandre Soljenitsyne et Alexandre Guinzbourg.
Elle a distribué, via un réseau de bénévoles, des fonds et un soutien matériel aux prisonniers politiques et religieux dans toute l'Union soviétique au cours des années 1970 et 1980.